# Thysanoidma
Thysanoidma là một chi bướm đêm thuộc họ Crambidae.